# Trono del Dragón

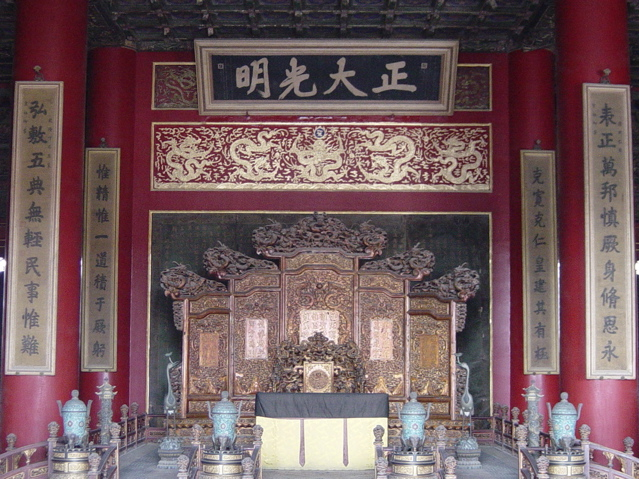
En la Historia de China, el Trono del Dragón del Emperador de China (en la imagen, en el Palacio de la Pureza Celestial fue levantado como el centro de la Ciudad Prohibida, que a su vez se consideraba como el centro del mundo. La serie de puertas y pasajes que los visitantes debían recorrer antes de llegar con el emperador fueron pensados para inspirar admiración.

El Trono del Dragón es el término en español usado para identificar el trono del Emperador de China. Ya que el dragón era el emblema del poder divino imperial, el trono del Emperador, que era considerado un dios viviente, se conocía como el Trono del Dragón. El término puede referirse a un asiento muy específico, como los asientos especiales en varias estructuras de la Ciudad Prohibida de Beijing o en los palacios del Antiguo Palacio de Verano. En un sentido abstracto, el "Trono del Dragón" también se refiere retóricamente al jefe de Estado y a la monarquía misma. Se dice que el Emperador Daoguang se refería a su trono como "el utensilio divino."

My sacred and indulgent father had, in the year that he began to rule alone, silently settled that the divine utensil (the throne) should devolve on my contemptible person. I, knowing the feebleness of my virtue, at first felt much afraid I should not be competent to the office; but on reflecting that the sages, my ancestors, have left to posterity their plans; that his late majesty has laid the duty on me -— and heaven's throne should not be long vacant -— I have done violence to my feelings, and forced myself to intermit awhile my heartfelt grief, that I may with reverence obey the unalterable decree and on the 27th of the 8th moon (October 3rd), I purpose devoutly to announce the event to heaven, to earth, to my ancestors, and to the gods of the land and of the grain, and shall then sit down on the imperial throne.
Mi sagrado e indulgente padre, en el año en que comenzó a reinar solo, estableció silenciosamente que el utensilio divino (el trono) debía delegarse a mi despreciable persona. Yo, conociendo la debilidad de mi virtud, al principio me sentí muy preocupado de no ser competente para el oficio; pero al reflexionar que los sabios, mis ancestros, han dejado sus planes a la posteridad; que su difunta majestad ha dejado esta tarea en mí— y el trono del cielo no debe estar vacante por mucho tiempo— yo he violentado mis sentimientos, y me forcé a intermitir por un tiempo mi cordial pena, que yo pueda con reverencia obedecer el decreto inalterable y en el 27º de la 8ª luna (3 de octubre), yo me propongo devotamente anunciar el evento al cielo, a la tierra, a mis ancestros, y a los dioses de la tierra y del grano, y entonces me sentaré en el trono imperial

## Sede del Estado
El dragón era el símbolo en la bandera imperial y otros objetos imperiales, incluyendo el trono o utensilio imperial Se decía que el dragón tenía el poder de hacerse visible o invisible— en resumen, el dragón era un factótum en los "asuntos de divinidad" de los emperadores de China. El dragón estaba en el blasón en monumentos reales. El dragón se mostraba en la ropa del Emperador. La Gran Sede del Estado se llamaba el "Trono del Dragón."
El término puede usarse para referirse a una Sede de Estado muy específica en la Sala de la Armonía Suprema (también conocida como la "Sala de la Altísima Paz"). Este es un objeto único que solo podía ser usado por el emperador.

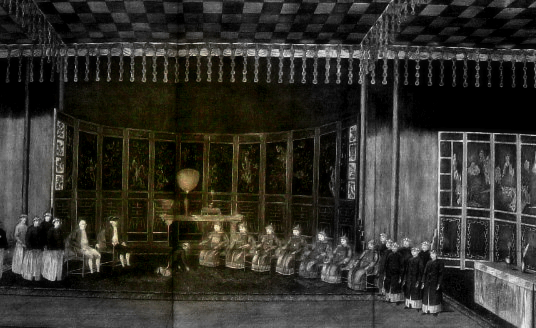
Ilustración que muestra a la última delegación europea en ser recibida en la corte del Emperador Qianlong en 1795— Isaac Titsingh (el europeo sentado con sombrero, extremo derecho) y A.E. van Braam Houckgeest (el europeo sentado sin sombrero) Esta obra casi-contemporánea de arte fue comisionada específicamente por van Braam para ser incluida en su libro de 1798 que describía la misión de Titsingh a "Pekín", tres años antes.

Cuando las fuerzas militares de Europa y Estados Unidos alcanzaron Pekín después del levantamiento de los bóxers en 1900, ellos fueron las primeras personas de Occidente que pudieron apreciar el Trono del Dragón desde que Isaac Titsingh y Andreas Everardus van Braam Houckgeest fueron recibiros con gracias y ceremonias por el emperador Qianlong en 1795.: 309  William Elliot Griffis estuvo en el grupo de los que pudieron documentar con cámaras y cuadernos ante el Trono del Dragón en un soleado día de septiembre en 19oo; y describió lo que vio:
There was the throne itself, a great three-leaved affair. Over the ample seat in the centre, with a high reredos, two great wings spread off from the central division. All was white marble and jade, liberally sculptured according to the canons of Chinese art. Along the top lay and leered dragons, each one " swinging the scaly horror of his folded tail" toward the central seat, his head projecting outward in the air. Below the throne were the three steps, on the broad second one of which the suppliant performed the nine prostrations or knocks of the head.

## Historia

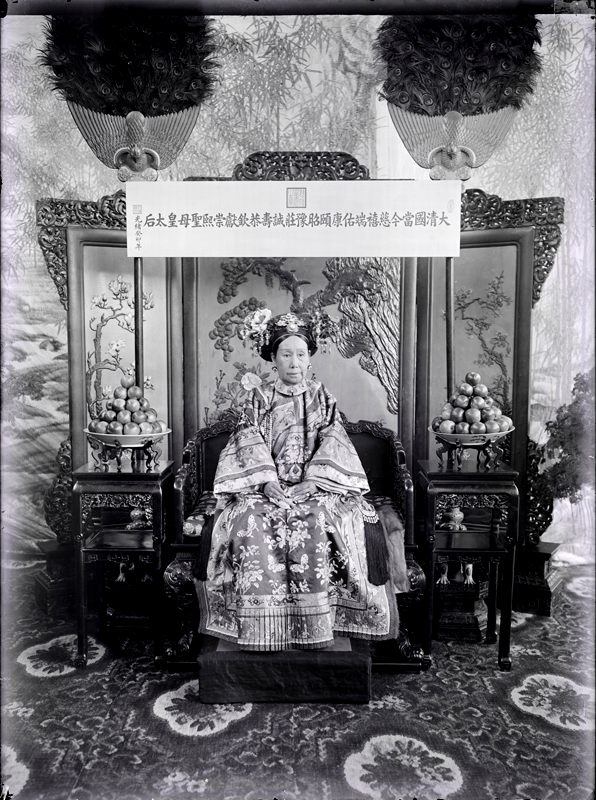
La emperatriz viuda Cixí sentada sobre un trono, pero no sobre el trono de China.

En la China imperial, la sede del poder se llamaba la Sede del Dragón o el Trono del Dragón. El proceso de accesión, las ceremonias de entronamiento y el acto de sentarse en el Trono del Dragón eran más o menos intercambiables.